# Президенти-Лусена
Президенти-Лусена (порт. Presidente Lucena)  —  муниципалитет в Бразилии, входит в штат Риу-Гранди-ду-Сул. Составная часть мезорегиона Агломерация Порту-Алегри. Входит в экономико-статистический  микрорегион Грамаду-Канела. Население составляет 2173 человека на 2006 год. Занимает площадь 49,426 км². Плотность населения — 44,0 чел./км².

## История
Город основан 20 марта 1992 года. 

## Статистика
- Валовой внутренний продукт на 2003 составляет 32.438.216,00 реалов (данные: Бразильский институт географии и статистики).
- Валовой внутренний продукт на душу населения на 2003 составляет 15.265,04 реалов (данные: Бразильский институт географии и статистики).
- Индекс развития человеческого потенциала на 2000 составляет 0,820 (данные: Программа развития ООН).